# Lista de filmes da Touchstone Pictures
Lista de filmes realizados pela Touchstone Pictures, subsidiária da Walt Disney. A lista está organizada por década.

## Década de 1980
| Título em português (br/pt)                                        | Título original                  | Lançamento (E.U.A.) | Gênero                                          | Diretor                                          | Notas |
| ------------------------------------------------------------------ | -------------------------------- | ------------------- | ----------------------------------------------- | ------------------------------------------------ | --- |
| Splash, uma Sereia em Minha Vida (br) / Splash, a Sereia           | Splash                           | 09/03/1984          | Comédia romântica fantástica                    | Ron Howard                                       | Indicado ao Oscar na categoria de Melhor Roteiro Original |
| Minha terra, minha vida (br) / Minha terra querida (pt)            | Country                          | 29/09/1984          | Drama                                           | Richard Pearce                                   | Indicado ao Oscar na categoria de Melhor Atriz |
| Baby: O Segredo da Lenda Perdida (br)                              | Baby: Secrets of the Lost Legend | 22/03/1985          | Aventura                                        | Bill L. Norton                                   | - |
| A Máquina do Outro Mundo (br)                                      | My Science Project               | 09/08/1985          | Ficção científica cômico                        | Jonathan R. Betuel                               | - |
| Um Vagabundo na Alta Roda (br)                                     | Down and Out in Beverly Hills    | 31/01/1986          | Comédia                                         | Paul Mazursky                                    | - |
| Policial Por Acaso (br)                                            | Off Beat                         | 11/04/1986          | Comédia                                         | Michael Dinner                                   | - |
| Por favor, matem minha mulher (br/pt)                              | Ruthless People                  | 27/06/1986          | Comédia                                         | Jim Abrahams David Zucker Jerry Zucker           | - |
| Os Últimos Durões (br)                                             | Tough Guys                       | 03/10/1986          | Comédia                                         | Jeff Kanew                                       | - |
| A Cor do Dinheiro (br/pt)                                          | The Color of Money               | 17/10/1986          | Drama                                           | Martin Scorsese                                  | Vencedor do Oscar de Melhor Ator, Paul Newman Indicado ao Oscar na categoria de Melhor Atriz Coadjuvante Indicado ao Oscar na categoria de Melhor Direção de Arte Indicado ao Oscar na categoria de Melhor Roteiro Adaptado |
| Que Sorte Danada (br)                                              | Outrageous Fortune               | 30/01/1987          | Mistério cômico                                 | Arthur Hiller                                    | - |
| Tin Men, os Rivais (br)                                            | Tin Men                          | 06/03/1987          | Comédia dramática                               | Barry Levinson                                   | - |
| Ernest, o Herói Doidão (br)                                        | Ernest Goes to Camp              | 22/05/1987          | Comédia                                         | John R. Cherry III                               | - |
| Uma Noite de Aventuras (br)                                        | Adventures in Babysitting        | 01/07/1987          | Aventura cômico                                 | Chris Columbus                                   | - |
| Tocaia (br)                                                        | Stakeout                         | 05/08/1987          | Ação cômico                                     | John Badham                                      | - |
| Namorada de Aluguel (br) / Namorada Aluga-se (pt)                  | Can't Buy Me Love                | 14/08/1987          | Comédia romântica                               | Steve Rash                                       | Em co-produção com a The Mount Company |
| Está Sobrando uma Mulher (br)                                      | Hello Again                      | 06/11/1987          | Comédia                                         | Frank Perry                                      | - |
| Três Solteirões e Um Bebê (br) / Três Homens e Um Bebê (pt)        | Three Men and a Baby             | 25/11/1987          | Comédia                                         | Leonard Nimoy                                    | - |
| Bom dia, Vietnã (br) / Bom dia, Vietname (pt)                      | Good Morning, Vietnam            | 23/12/1987          | Comédia dramática                               | Barry Levinson                                   | Indicado ao Oscar na categoria de Melhor Ator |
| Atirando Para Matar (br)                                           | Shoot to Kill                    | 12/02/1988          | Ação dramática                                  | Roger Spottiswoode                               | - |
| Morto ao Chegar (br)                                               | D.O.A.                           | 18/03/1988          | Suspense misterioso                             | Annabel Jankel                                   | - |
| Cuidado com as Gêmeas (br)                                         | Big Business                     | 10/06/1988          | Comédia                                         | Jim Abrahams                                     | - |
| Uma Cilada para Roger Rabbit (br) / Quem Tramou Roger Rabbit? (pt) | Who Framed Roger Rabbit?         | 22/06/1988          | Live-action/animação, aventura cômico dramático | Robert Zemeckis                                  | Em associação com a Amblin Entertainment Vencedor do Oscar de Melhor Edição de Som Vencedor do Oscar de Melhores Efeitos Visuais Vencedor do Oscar de Melhor Edição Vencedor do Academy Special Achievement Award (Prêmio de Melhor Realização Especial da Academia das Artes Cinematográficas) Indicado ao Oscar na categoria de Melhor Direção de Arte Indicado ao Oscar na categoria de Melhor filme Indicado ao Oscar na categoria de Melhor Som |
| Cocktail (br/pt)                                                   | Cocktail                         | 29/07/1988          | Comédia dramática                               | Roger Donaldson                                  | - |
| O Resgate' (br)                                                    | The Rescue                       | 05/08/1988          | Ação e aventura dramática                       | Ferdinand Fairfax                                | - |
| Uma Noite com o Rei do Rock'' (br)                                 | Heartbreak Hotel                 | 30/09/1988          | Comédia                                         | Chris Columbus                                   | - |
| O Preço da Paixão (br)                                             | The Good Mother                  | 04/11/1988          | Drama romântico                                 | Leonard Nimoy                                    | - |
| O Natal Maluco de Ernest (br)                                      | Ernest Saves Christmas           | 11/11/1988          | Comédia                                         | John R. Cherry III                               | - |
| Amigas Para Sempre (br/pt)                                         | Beaches                          | 21/12/1988          | Drama musical                                   | Garry Marshall                                   | Em co-produção com a All Girl Productions Indicado ao Oscar na categoria de Melhor Direção de Arte |
| Os Três Fugitivos (br)                                             | Three Fugitives                  | 27/01/1989          | Ação cômico                                     | Francis Weber                                    | - |
| Contos de Nova Iorque (br)                                         | New York Stories                 | 10/03/1989          | Comédia dramática                               | Woody Allen Francis Ford Coppola Martin Scorsese | - |
| Crime Desorganizado (br/pt)                                        | Disorganized Crime               | 14/04/1989          | Ação cômico                                     | Jim Kouf                                         | Em co-produção com a Kouf/Bigelow Productions |
| Sociedade dos Poetas Mortos (br) / O Clube dos Poetas Mortos (pt)  | Dead Poets Society               | 09/06/1989          | Drama                                           | Peter Weir                                       | Vencedor do Oscar de Melhor Roteiro Original Indicado ao Oscar na categoria de Melhor Ator Indicado ao Oscar na categoria de Melhor Diretor Indicado ao Oscar na categoria deMelhor Filme |
| Uma Dupla Quase Perfeita (br)                                      | Turner & Hooch                   | 28/07/1989          | Comédia                                         | Roger Spottiswoode                               | - |
| A Revanche Final (br) / Um Homem Inocente (pt)                     | An Innocent Man                  | 06/10/1989          | Drama                                           | Peter Yates                                      | - |
| Um Médico Irreverente (br)                                         | Gross Anatomy                    | 20/10/1989          | Drama                                           | Thom Eberhardt                                   | Em co-produção com a Sandollar Productions |
| Blaze: O Escândalo (br)                                            | Blaze                            | 13/12/1989          | Drama/biografia                                 | Ron Shelton                                      | Indicado ao Oscar na categoria de Melhor Filme |

## Década de 1990
| Título em português (br/pt)                                                | Título original         | Lançamento (E.U.A.)                                                              | Gênero                                          | Diretor              | Notas |
| -------------------------------------------------------------------------- | ----------------------- | -------------------------------------------------------------------------------- | ----------------------------------------------- | -------------------- | --- |
| Roller Coaster Rabbit (br/pt)                                              | Roller Coaster Rabbit   | 1990                                                                             | Live-action/animação, aventura cômico dramático | Robert Zemeckis      | - |
| Stella: Uma Prova de Amor (br) / Stella (pt)                               | Stella                  | 02/02/1990                                                                       | Drama                                           | John Erman           | Indicado ao Framboesa de Ouro na categoria de Pior Atriz, (Bette Midler) Indicado ao Framboesa de Ouro na categoria de Pior Canção Original "One More Cheer for Me!", (Jay Gruska and Paul Gordon) |
| Onde Mora o Coração (br) / Onde Está o Amor (pt)                           | Where the Heart Is      | 23/02/1990                                                                       | Drama                                           | John Boorman -       | |
| Uma Linda Mulher (br) / Um Sonho de Mulher (pt)                            | Pretty Woman            | 23/03/1990                                                                       | Comédia romântica                               | Garry Marshall       | Indicado ao Oscar na categoria de Melhor Atriz, (Julia Roberts) Vencedor do Globo de Ouro de Melhor Atriz, (Julia Roberts) Indicado ao Globo de Ouro na categoria de Melhor Filme Indicado ao Melhor Ator, (Richard Gere) Indicado ao Globo de Ouro na categoria de Melhor Ator Coadjuvante Indicado ao BAFTA na categoria de Melhor Atriz, (Julia Roberts) Indicado ao BAFTA na categoria de Melhor Figurino Indicado ao Melhor Filme Indicado ao BAFTA na categoria de Melhor Roteiro Original Indicado ao Prêmio César na categoria de Melhor Filme Estrangeiro |
| Ernest, um Atrapalhado na Cadeia (br)                                      | Ernest Goes to Jail     | 03/04/1990                                                                       | Aventura cômico                                 | John R. Cherry III   | - |
| Os Invasores do Espaço (br) / Invasão no Espaço (pt)                       | Spaced Invaders         | 27/04/1990                                                                       | Ficção científica cômico                        | Patrick Read Johnson | - |
| Apache: Os Helicópteros Invencíveis (br)                                   | Fire Birds              | 25/05/1990                                                                       | Ação                                            | David Green          | - |
| Dick Tracy (br/pt)                                                         | Dick Tracy              | 15/06/1990                                                                       | Aventura                                        | Warren Beatty        | Vencedor do Oscar de Melhor Direção de Arte Vencedor do Oscar de Melhor Maquiagem Vencedor do Oscar de Melhor Canção Original "Sooner or Later", (interpretada por Madonna) Indicado ao Oscar na categoria de Melhor Ator Coadjuvante, (Al Pacino) Indicado ao Oscar na categoria de Melhor Som Indicado ao Oscar na categoria de Melhor Figurino Indicado ao Oscar na categoria de Melhor Fotografia Indicado ao Globo de Ouro na categoria de Melhor Filme Indicado ao Globo de Ouro na categoria de Melhor Ator Coadjuvante, (Al Pacino) Indicado ao Globo de Ouro na categoria de Melhor Canção Original "Sooner or Later (I Always Get My Man) e What Can You Lose?" Vencedor do BAFTA de Melhor Maquiagem Vencedor do BAFTA de Melhor Desenho de Produção Indicado ao BAFTA na categoria de Melhor Ator Coadjuvante, (Al Pacino) Indicado ao BAFTA na categoria de Melhores Efeitos Especiais Indicado ao BAFTA na categoria de Melhor Som Indicado ao BAFTA na categoria de Melhor Edição Indicado ao BAFTA na categoria de Melhor Figurino |
| O Casamento de Betsy (br/pt)                                               | Betsy's Wedding         | 22/06/1990                                                                       | Comédia                                         | Alan Alda            | - |
| Destino em Dose Dupla (br) / Sr. Destino (pt)                              | Mr. Destiny             | 12/10/1990                                                                       | Fantasia cômico                                 | James Orr            | - |
| Três Solteirões e Uma Pequena Dama (br) / Três Homens e Uma Garotinha (pt) | 3 Men and a Little Lady | 21/11/1990                                                                       | Comédia                                         | Emile Ardolino -     | |
| Green Card: Passaporte para o Amor (br) / Casamento por Conveniência (pt)  | Green Card              | 28/12/1990                                                                       | Comédia romântica                               | Peter Weir           | Indicado ao Oscar na categoria de Melhor Roteiro Original Vencedor do Globo de Ouro de Melhor Filme Vencedor do Globo de Ouro de Melhor Ator, (Gérard Depardieu) Indicado ao Globo de Ouro na categoria de Globo de Ouro de Melhor Atriz, (Andie MacDowell) Indicado ao BAFTA na categoria de Melhor Roteiro Original |
| Cenas em um Shopping (br)                                                  | Scenes from a Mall      | 22/02/1991                                                                       | Comédia                                         | Paul Mazursky        | - |
| Oscar: Minha Filhar Quer Casar (br) / Óscar (pt)                           | Oscar                   | 26/04/1991                                                                       | Comédia                                         | John Landis          | - |
| Nosso Querido Bob (br)                                                     | What About Bob?         | 17/05/1991                                                                       | Comédia                                         | Frank Oz             | Indicado ao MTV Movie Awards na categoria de Melhor Comediante |
| Um Golpe do Destino (br)                                                   | The Doctor              | 24/07/1991                                                                       | Drama                                           | Randa Haines         | Indicado ao Young Artist Award na categoria de Melhor longa-metragem de Família - Drama |
| Cara de Um, Fucinho de Outros                                              | True Identity           | 16/08/1991                                                                       | Comédia                                         | Charles Lane         | - |
| O Engano (br) / Enganada (pt)                                              | Deceived                | 27/08/1991                                                                       | Suspense                                        | Damian Harris        | - |
| Paraíso (br)                                                               | Paradise                | 18/09/1991                                                                       | Drama                                           | Mary Agnes Donoghue  | - |
| Ernest: O Bobo e a Fera (br)                                               | Ernest Scared Stupid    | 11/10/1991                                                                       | Comédia                                         | John R. Cherry III   | - |
| Billy Bathgate: O Mundo a Seus Pés (br) / Billy Bathgate (pt)              | Billy Bathgate          | 01/11/1991                                                                       | Drama                                           | Robert Benton        | - |
| O Pai da Noiva (br)                                                        | Father of the Bride     | 20/12/1991                                                                       | Comédia                                         | Charles Shyer        | - |
| Noises Off... (br/pt)                                                      | Noises Off...           | 20/03/1992                                                                       | Comédia                                         | Peter Bogdanovich    | Em co-produção com a Amblin Entertainment |
| Sister Act                                                                 | 1992                    | -                                                                                |                                                 |                      | |
| A Stranger Among Us                                                        | 1992                    | -                                                                                |                                                 |                      | |
| The Gun in Betty Lou's Handbag                                             | 1992                    | -                                                                                |                                                 |                      | |
| 3 Ninjas                                                                   | 1992                    | -                                                                                |                                                 |                      | |
| Crossing the Bridge                                                        | 1992                    | -                                                                                |                                                 |                      | |
| Captain Ron                                                                | 1992                    | -                                                                                |                                                 |                      | |
| Alive                                                                      | 1993                    | coproduzido com Paramount Pictures                                               |                                                 |                      | |
| The Cemetery Club                                                          | 1993                    | -                                                                                |                                                 |                      | |
| Indian Summer                                                              | 1993                    | -                                                                                |                                                 |                      | |
| Life with Mikey                                                            | 1993                    | -                                                                                |                                                 |                      | |
| What's Love Got to Do with It?                                             | 1993                    | -                                                                                |                                                 |                      | |
| Another Stakeout                                                           | 1993                    | -                                                                                |                                                 |                      | |
| My Boyfriend's Back                                                        | 1993                    | -                                                                                |                                                 |                      | |
| The Program                                                                | 1993                    | -                                                                                |                                                 |                      | |
| The Nightmare Before Christmas                                             | 1993                    | Até 2006, depois passou para a Disney -                                          |                                                 |                      | |
| Sister Act 2: Back in the Habit                                            | 1993                    | -                                                                                |                                                 |                      | |
| Cabin Boy                                                                  | 1994                    | -                                                                                |                                                 |                      | |
| My Father the Hero                                                         | 1994                    | -                                                                                |                                                 |                      | |
| The Ref                                                                    | 1994                    | em parceria com Don Simpson e Jerry Bruckheimer                                  |                                                 |                      | |
| The Inkwell                                                                | 1994                    | -                                                                                |                                                 |                      | |
| When a Man Loves a Woman                                                   | 1994                    | -                                                                                |                                                 |                      | |
| Renaissance Man                                                            | 1994                    | coproduzido com Cinergi Pictures                                                 |                                                 |                      | |
| I Love Trouble                                                             | 1994                    | -                                                                                |                                                 |                      | |
| It's Pat                                                                   | 1994                    | -                                                                                |                                                 |                      | |
| A Simple Twist of Fate                                                     | 1994                    | -                                                                                |                                                 |                      | |
| Ed Wood                                                                    | 1994                    | -                                                                                |                                                 |                      | |
| Bad Company                                                                | 1995                    | -                                                                                |                                                 |                      | |
| Jerky Boys: The Movie                                                      | 1995                    | -                                                                                |                                                 |                      | |
| Jefferson in Paris                                                         | 1995                    | em parceria com Merchant Ivory Productions                                       |                                                 |                      | |
| Die Hard with a Vengeance                                                  | 1995                    | produced by 20th Century Fox e Cinergi Pictures (international distribution)     |                                                 |                      | |
| Mad Love                                                                   | 1995                    | -                                                                                |                                                 |                      | |
| Feast of July                                                              | 1995                    | em parceria com Merchant Ivory Productions                                       |                                                 |                      | |
| Father of the Bride Part II                                                | 1995                    | -                                                                                |                                                 |                      | |
| Mr. Wrong                                                                  | 1996                    | -                                                                                |                                                 |                      | |
| An Indian in the City                                                      | 1996                    | US release of a 1994 French film from Canal Plus/TF1                             |                                                 |                      | |
| Up Close & Personal                                                        | 1996                    | coproduzido com Cinergi Pictures                                                 |                                                 |                      | |
| Two Much                                                                   | 1996                    | coproduzido com Interscope Communications/PolyGram Filmed Entertainment          |                                                 |                      | |
| Boys                                                                       | 1996                    | coproduzido com Interscope Communications/PolyGram Filmed Entertainment          |                                                 |                      | |
| Last Dance                                                                 | 1996                    | -                                                                                |                                                 |                      | |
| Phenomenon                                                                 | 1996                    | -                                                                                |                                                 |                      | |
| Kazaam                                                                     | 1996                    | coproduzido com Interscope Communications/PolyGram Filmed Entertainment          |                                                 |                      | |
| The War at Home                                                            | 1996                    | -                                                                                |                                                 |                      | |
| Ransom                                                                     | 1996                    | em parceria com Imagine Entertainment                                            |                                                 |                      | |
| The Preacher's Wife                                                        | 1996                    | em parceria com The Samuel Goldwyn Company                                       |                                                 |                      | |
| Metro                                                                      | 1997                    | -                                                                                |                                                 |                      | |
| The Sixth Man                                                              | 1997                    | -                                                                                |                                                 |                      | |
| Romy and Michele's High School Reunion                                     | 1997                    | -                                                                                |                                                 |                      | |
| Con Air                                                                    | 1997                    | em parceria com Jerry Bruckheimer Films                                          |                                                 |                      | |
| Nothing to Lose                                                            | 1997                    | -                                                                                |                                                 |                      | |
| A Thousand Acres                                                           | 1997                    | presentation of a Beacon Communications/PolyGram Filmed Entertainment production |                                                 |                      | |
| Playing God                                                                | 1997                    | coproduzido com Beacon Communications                                            |                                                 |                      | |
| Starship Troopers                                                          | 1997                    | coproduzido com TriStar Pictures                                                 |                                                 |                      | |
| Kundun                                                                     | 1997                    | -                                                                                |                                                 |                      | |
| Krippendorf's Tribe                                                        | 1998                    | -                                                                                |                                                 |                      | |
| He Got Game                                                                | 1998                    | coproduzido com 40 Acres & A Mule Filmworks                                      |                                                 |                      | |
| The Horse Whisperer                                                        | 1998                    | -                                                                                |                                                 |                      | |
| Six Days Seven Nights                                                      | 1998                    | -                                                                                |                                                 |                      | |
| Armageddon                                                                 | 1998                    | em parceria com Jerry Bruckheimer Films e Valhalla Motion Pictures               |                                                 |                      | |
| Jane Austen's Mafia!                                                       | 1998                    | -                                                                                |                                                 |                      | |
| Snake Eyes                                                                 | 1998                    | coproduzido com Paramount Pictures                                               |                                                 |                      | |
| Holy Man                                                                   | 1998                    | -                                                                                |                                                 |                      | |
| Beloved                                                                    | 1998                    | em parceria com Harpo Productions                                                |                                                 |                      | |
| The Waterboy                                                               | 1998                    | -                                                                                |                                                 |                      | |
| Enemy of the State                                                         | 1998                    | em parceria com Jerry Bruckheimer Films                                          |                                                 |                      | |
| A Civil Action                                                             | 1998                    | coproduzido com Paramount Pictures e Scott Rudin Productions                     |                                                 |                      | |
| Rushmore                                                                   | 1999                    | -                                                                                |                                                 |                      | |
| The Other Sister                                                           | 1999                    | -                                                                                |                                                 |                      | |
| Cradle Will Rock                                                           | 1999                    | -                                                                                |                                                 |                      | |
| 10 Things I Hate about You                                                 | 1999                    | -                                                                                |                                                 |                      | |
| Instinct                                                                   | 1999                    | coproduzido com Spyglass Entertainment                                           |                                                 |                      | |
| Summer of Sam                                                              | 1999                    | coproduzido com 40 Acres & A Mule Filmworks                                      |                                                 |                      | |
| The 13th Warrior                                                           | 1999                    | -                                                                                |                                                 |                      | |
| Mumford                                                                    | 1999                    | -                                                                                |                                                 |                      | |
| Bringing Out the Dead                                                      | 1999                    | coproduzido com Paramount Pictures                                               |                                                 |                      | |
| The Insider                                                                | 1999                    | coproduzido com Spyglass Entertainment                                           |                                                 |                      | |
| Deuce Bigalow: Male Gigolo                                                 | 1999                    | em parceria com Happy Madison                                                    |                                                 |                      | |
| Runaway Bride                                                              | 1999                    | em parceria com Paramount Pictures                                               |                                                 |                      | |
| Play It to the Bone                                                        | 1999                    | -                                                                                |                                                 |                      | |
| Bicentennial Man                                                           | 1999                    | coproduzido com Columbia Pictures e 1492 Pictures                                |                                                 |                      | |

## Década de 2000
| Mission to Mars                                        | 2000 | coproduzido com Spyglass Entertainment                                                 |
| High Fidelity                                          | 2000 | em parceria com Working Title Films                                                    |
| Keeping the Faith                                      | 2000 | coproduzido com Spyglass Entertainment                                                 |
| Shanghai Noon                                          | 2000 | coproduzido com Spyglass Entertainment                                                 |
| Gone in Sixty Seconds                                  | 2000 | em parceria com Jerry Bruckheimer Films                                                |
| Coyote Ugly                                            | 2000 | em parceria com Jerry Bruckheimer Films                                                |
| The Crew                                               | 2000 | -                                                                                      |
| Unbreakable                                            | 2000 | em parceria com Barry Mendel Productions                                               |
| O Brother, Where Art Thou?                             | 2000 | coproduzido com Universal Pictures, Working Title Films e Studio Canal                 |
| Double Take                                            | 2001 | -                                                                                      |
| Pearl Harbor                                           | 2001 | em parceria com Jerry Bruckheimer Films                                                |
| Crazy/Beautiful                                        | 2001 | -                                                                                      |
| High Heels and Low Lifes                               | 2001 | -                                                                                      |
| Bubble Boy                                             | 2001 | -                                                                                      |
| New Port South                                         | 2001 | -                                                                                      |
| Corky Romano                                           | 2001 | -                                                                                      |
| Out Cold                                               | 2001 | coproduzido com Spyglass Entertainment e Donner's Company                              |
| The Royal Tenenbaums                                   | 2001 | -                                                                                      |
| Sorority Boys                                          | 2002 | em parceria com MBST Entertainment                                                     |
| Big Trouble                                            | 2002 | -                                                                                      |
| The Count of Monte Cristo                              | 2002 | -                                                                                      |
| Bad Company                                            | 2002 | em parceria com Jerry Bruckheimer Films                                                |
| Ultimate X: The Movie                                  | 2002 | em parceria com ESPN                                                                   |
| Reign of Fire                                          | 2002 | coproduzido com Spyglass Entertainment                                                 |
| Signs                                                  | 2002 | em parceria com The Kennedy/Marshall Company                                           |
| Moonlight Mile                                         | 2002 | -                                                                                      |
| Sweet Home Alabama                                     | 2002 | -                                                                                      |
| The Hot Chick                                          | 2002 | coproduzido com Happy Madison                                                          |
| 25th Hour                                              | 2003 | coproduzido com 40 Acres & A Mule Filmworks                                            |
| The Recruit                                            | 2003 | coproduzido com Spyglass Entertainment                                                 |
| Shanghai Knights                                       | 2003 | coproduzido com Spyglass Entertainment                                                 |
| Bringing Down the House                                | 2003 | -                                                                                      |
| Hope Springs                                           | 2003 | -                                                                                      |
| Calendar Girls                                         | 2003 | -                                                                                      |
| Cold Creek Manor                                       | 2003 | -                                                                                      |
| Open Range                                             | 2003 | coproduzido com Beacon Communications                                                  |
| Under the Tuscan Sun                                   | 2003 | -                                                                                      |
| Veronica Guerin                                        | 2003 | em parceria com Jerry Bruckheimer Films                                                |
| Pirates of the Caribbean: The Curse of the Black Pearl | 2003 | em parceria com Jerry Bruckheimer Films                                                |
| Hidalgo                                                | 2004 | -                                                                                      |
| The Ladykillers                                        | 2004 | -                                                                                      |
| The Alamo                                              | 2004 | em parceria com Imagine Entertainment                                                  |
| Raising Helen                                          | 2004 | coproduzido com Beacon Communications                                                  |
| King Arthur                                            | 2004 | em parceria com Jerry Bruckheimer Films                                                |
| The Village                                            | 2004 | em parceria com Scott Rudin Productions                                                |
| Mr. 3000                                               | 2004 | coproduzido com Dimension Films, Spyglass Entertainment e The Kennedy/Marshall Company |
| Ladder 49                                              | 2004 | coproduzido com Beacon Communications                                                  |
| The Last Shot                                          | 2004 | em parceria com MBST Entertainment                                                     |
| The Life Aquatic with Steve Zissou                     | 2004 | em parceria com Scott Rudin Productions                                                |
| A Lot Like Love                                        | 2005 | coproduzido com Beacon Communications                                                  |
| The Hitchhiker's Guide to the Galaxy                   | 2005 | coproduzido com Spyglass Entertainment                                                 |
| Flightplan                                             | 2005 | em parceria com Imagine Entertainment                                                  |
| Dark Water                                             | 2005 | -                                                                                      |
| Goal! The Dream Begins                                 | 2005 | em parceria com Lawrence Bender Productions                                            |
| Cinderella Man                                         | 2005 | coproduzido com Miramax Films, Universal Pictures e Imagine Entertainment              |
| Shopgirl                                               | 2005 | -                                                                                      |
| Casanova                                               | 2005 | -                                                                                      |
| Kinky Boots                                            | 2005 | coproduzido com Miramax Films                                                          |
| Annapolis                                              | 2006 | -                                                                                      |
| Stick It                                               | 2006 | em parceria com Spyglass Entertainment                                                 |
| Step Up                                                | 2006 | em parceria com Summit Entertainment                                                   |
| The Guardian                                           | 2006 | coproduzido com Beacon Communications                                                  |
| The Nightmare Before Christmas 3D                      | 2006 | coproduzido com Walt Disney Pictures / re-release in 3D                                |
| The Prestige                                           | 2006 | coproduzido com Warner Bros. e Newmarket Films                                         |
| Deja Vu                                                | 2006 | em parceria com Jerry Bruckheimer Films                                                |
| Apocalypto                                             | 2006 | presentation of an Icon Entertainment production                                       |
| Pirates of the Caribbean: Dead Man's Chest             | 2006 | em parceria com Jerry Bruckheimer Films                                                |
| Wild Hogs                                              | 2007 | -                                                                                      |
| Dan in Real Life                                       | 2007 | coproduzido com Focus Features                                                         |
| Pirates of the Caribbean: At World's End               | 2007 | em parceria com Jerry Bruckheimer Films                                                |
| Step Up 2: The Streets                                 | 2008 | coproduzido com Summit Entertainment                                                   |
| Swing Vote                                             | 2008 | coproduzido com Tree House Films                                                       |
| Confessions of a Shopaholic                            | 2009 | em parceria com Jerry Bruckheimer Films                                                |
| The Proposal                                           | 2009 | -                                                                                      |
| When in Rome                                           | 2009 | -                                                                                      |
| The Surrogates                                         | 2009 | -                                                                                      |
| The Last Song                                          | 2010 | -                                                                                      |